# Nanuet
Nanuet és una concentració de població designada pel cens dels Estats Units a l'estat de Nova York. Segons el cens del 2000 tenia 16.707 habitants.

## Demografia
Segons el cens del 2000, Nanuet tenia 16.707 habitants, 5.975 habitatges, i 4.302 famílies. La densitat de població era de 1.190,1 habitants per km².
Dels 5.975 habitatges en un 32,8% hi vivien nens de menys de 18 anys, en un 58,5% hi vivien parelles casades, en un 10,6% dones solteres, i en un 28% no eren unitats familiars. En el 23,5% dels habitatges hi vivien persones soles el 9,1% de les quals corresponia a persones de 65 anys o més que vivien soles. El nombre mitjà de persones vivint en cada habitatge era de 2,71 i el nombre mitjà de persones que vivien en cada família era de 3,23.
Per edats la població es repartia de la següent manera: un 23,7% tenia menys de 18 anys, un 7,2% entre 18 i 24, un 31,1% entre 25 i 44, un 25,1% de 45 a 60 i un 12,9% 65 anys o més.
L'edat mediana era de 38 anys. Per cada 100 dones de 18 o més anys hi havia 86 homes.
La renda mediana per habitatge era de 71.178 $ i la renda mediana per família de 81.205 $. Els homes tenien una renda mediana de 50.713 $ mentre que les dones 38.658 $. La renda per capita de la població era de 30.338 $. Entorn del 3,6% de les famílies i el 5,2% de la població estaven per davall del llindar de pobresa.